# 锡酸钠
锡酸钠，化学式Na2SnO3。

## 性质
三水合物为无色六角板状结晶或白色粉末，溶于水，不溶于醇和丙酮。易吸收二氧化碳而变质。140°C失结晶水成无水锡酸钠。

## 制备
锡花与氢氧化钠和硝酸钠共熔进行反应，反应温度从300°C升至800°C，得锡酸钠。经提纯得成品。
{\displaystyle {\rm {\ 2Sn+3NaOH+NaNO_{3}+6H_{2}O\rightarrow 2Na_{2}SnO_{3}\cdot 3H_{2}O+NH_{3}\uparrow }}}

## 用途
用于电镀工业碱性镀锡、镀铜和锡铝合金电镀。用作媒染剂、过氧化氢稳定剂、纺织工业中的防火剂和增重剂。也用于玻璃和陶瓷工业。